# 利奧山
69°29′S 67°0′W / 69.483°S 67.000°W
利奧山是南極洲的山峰，位於葛拉漢地，處於福斯特山麓冰川東南側，海拔高度1,270米，由英國探險隊測量，現時由南極條約體系管理。